# 1号航站楼駅 (合肥市)
1号航站楼駅（1ごうこうたんろう-えき）は、中華人民共和国安徽省合肥市肥西県に位置する合肥軌道交通S1号線の駅。合肥新橋国際空港の第1ターミナルに併設が予定されている。

## 駅周辺
- 合肥新橋国際空港第1ターミナル